# Dia Mundial das Ervas Marinhas
O Dia Mundial das Ervas Marinhas é um evento anual realizado em 1 de março para aumentar a conscientização sobre as ervas marinhas e suas importantes funções no ecossistema marinho.

## Histórico
Em 27 de maio de 2022, a Assembleia Geral das Nações Unidas adotou uma resolução para destacar a necessidade urgente de aumentar a conscientização e facilitar ações para a conservação desse tipo de vegetação. As ervas marinhas são plantas encontradas em águas rasas em muitas partes do mundo, desde os trópicos até o círculo ártico. Elas formam extensos prados subaquáticos, altamente produtivos e biologicamente ricos.
Cobrindo apenas 0,1% do fundo do oceano, esses prados fornecem alimentos e abrigo a milhares de espécies de peixes, cavalos-marinhos, tartarugas, entre outros seres.
Além disso, eles melhoram a qualidade da água filtrando, reciclando e armazenando nutrientes e poluentes, reduzindo a contaminação de frutos do mar.
Outra qualidade das ervas marinhas, é que elas podem armazenar até 18% do carbono oceânico do mundo, sendo uma poderosa solução baseada na natureza para combater os impactos das mudanças climáticas. A resolução convidou os Estados-membros das Nações Unidas, organizações e agências das Nações Unidas, organizações não governamentais, instituições acadêmicas e o setor privado a observar o Dia Mundial das Ervas Marinhas, a fim de contribuir para o desenvolvimento sustentável e a mitigação e adaptação às mudanças climáticas.
Apesar de sua importante contribuição para o desenvolvimento sustentável e a mitigação e a adaptação das mudanças climáticas, esse tipo de vegetação está em perigo. Apenas cerca de 25% de todos os prados se enquadram nas áreas protegidas.
As ervas marinhas estão diminuindo globalmente desde a década de 1930. Segundo o censo mais recente, a cada ano, 7% desse habitat marinho é perdido em todo o mundo.
Cerca de 21% das espécies dessa vegetação são categorizadas como quase ameaçadas, vulneráveis e ameaçadas de extinção na Lista Vermelha de Espécies Ameaçadas da União Internacional para Conservação da Natureza.
O desenvolvimento costeiro, a poluição, as mudanças climáticas, a drenagem e as atividades de pesca e barco não regulamentadas são os principais fatores de degradação de ervas marinhas e seus ecossistemas associados.